# توم هاردي
إدوارد توماس «توم» هاردي (بالإنجليزية: Edward Thomas Hardy) هو ممثل،بعد دراسته لفن التمثيل في مركز الدراما في لندن، بدأ مسيرته السينمائية بدور في فيلم سقوط الصقر الأسود من إخراج ريدلي سكوت عام 2001. شارك بأدوار مساندة في أفلام مثل 'ستار تريك: العدو (2002 وروك أن رولا (2008)، ثم لمع نجمه في أدوار بطولة في أفلام مثل برونسون (2008) ومحارب (2011) وسمكري خياط جندي جاسوس (2011) وهذا معناه حرب (2012) ولوك (2013). في عام 2015 لعب دور ماكس روكاتانسكي في ماكس المجنون: طريق الغضب (2015)، وجسّد شخصيتي التوأم كراي في فيلم أسطورة، كما رُشح اجائزة الأوسكار لأفضل ممثل مساعد عن دوره في فيلم العائد. ظهر هاردي في ثلاثة أفلام من إخراج كريستوفر نولان وهي: "استهلال"، "نهوض فارس الظلام"، و"دونكيرك". ومنذ ذلك الحين، أدى دور البطولة في فيلم "فينوم" عام 2018، واستمر في تقديم الشخصية في جزأين لاحقين في عامي 2021 و2024.
في التلفزيون، شارك هاردي في المسلسل الحربي "فرقة الإخوة" من إنتاج HBO، والدراما التاريخية "الملكة العذراء" على قناة BBC، ولعب دور بيل سايكس في مسلسل "أوليفر تويست"، وهيثكليف في "مرتفعات ويذرينغ" على قناة ITV، كما قدّم شخصية ألفي سولومونز في مسلسل "بيكي بلايندرز" من 2014 حتى 2022. كذلك أنشأ وشارك في إنتاج وبطولة المسلسل التاريخي "تابو" عام 2017. نشط هاردي على خشبات المسرح البريطانية والأمريكية، ورُشّح لجائزة لورانس أوليفييه عن أدائه في مسرحية "في شبه الجزيرة العربية كنا جميعًا ملوكًا" عام 2003، كما شارك في "رجل الأناقة" عام 2007، و"الطريق الأحمر الطويل" عام 2010. إلى جانب عمله الفني، يشارك هاردي في العمل الخيري، وهو سفير لمؤسسة برينسز ترست. في عام 2018، مُنح وسام الإمبراطورية البريطانية برتبة قائد تكريمًا لإسهاماته في مجال الدراما.
```
ومنتج أفلام
، 
وعارض
 
إنجليزي
 من مواليد 
15 سبتمبر
 
1977
.
[
2
]
[
3
]
[
4
]
 أول ظهور سينمائي له كان في الفيلم الحربي 
سقوط الصقر الأسود
 (2001). تتضمن أفلامه الأخري المعروفة: 
ستار تريك: العدو
 (2002)، و
روك أن رولا
 (2008)، و
برونسون
 (2008)، و
استهلال
 (2010)، و
محارب
 (2011)، و
سمكري خياط جندي جاسوس
 (2011)، و
نهوض فارس الظلام
 (2012)، و
لوك
 (2013)، و
ماكس المجنون: طريق الغضب
 (2015)، و
دونكيرك
 (2017)، و
فينوم
 (2018).
```

تشمل أدوار هاردي التلفزيونية: مسلسل الدراما والحرب عصبة الإخوة (2001)، ومسلسل الدراما التاريخية الملكة العذارء (2005)، ومرتفعات ويذرينغ (2008)، والسطو (2009)، وتابو (2017).
درس هاردي الدراما بمركز لندن للدراما. حصل علي جائزة مسرح لندن المسائي القياسي عن دوره في مسرحية في الجزيرة العربية، سنكون جميعًا ملوكًا، كما رُشِح عنها أيضاً لجائزة لورنس أوليفيه.

## أعماله
| السنة | العمل                    |
| ----- | ------------------------ |
| 2001  | سقوط الصقر الأسود        |
| 2001  | عصبة الإخوة              |
| 2004  | كعكة الطبقات             |
| 2007  | الجين القاتل             |
| 2008  | روك أن رولا              |
| 2010  | استهلال                  |
| 2011  | سمكري خياط جندي جاسوس    |
| 2011  | محارب                    |
| 2012  | خارجون عن القانون        |
| 2012  | هذا معناه حرب            |
| 2012  | نهوض فارس الظلام         |
| 2014  | لوك                      |
| 2014  | التسليم                  |
| 2015  | الطفل 44                 |
| 2015  | ماكس المجنون: طريق الغضب |
| 2015  | طريق لندن                |
| 2015  | أسطورة                   |
| 2015  | العائد                   |
| 2017  | دونكيرك                  |
| 2017  | تابو                     |
| 2018  | فينوم                    |
| 2020  | كابوني                   |

## وصلات خارجية
- توم هاردي على موقع IMDb (الإنجليزية)
- توم هاردي على موقع الموسوعة البريطانية (الإنجليزية)
- توم هاردي على موقع روتن توميتوز (الإنجليزية)
- توم هاردي على موقع مونزينجر (الألمانية)
- توم هاردي على موقع قاعدة بيانات الأفلام العربية
- توم هاردي على موقع ألو سيني (الفرنسية)
- توم هاردي على موقع ميوزك برينز (الإنجليزية)
- توم هاردي على موقع تيرنر كلاسيك موفيز (الإنجليزية)
- توم هاردي على موقع أول موفي (الإنجليزية)
- توم هاردي على موقع قاعدة بيانات الأفلام السويدية (السويدية)